# Khan Academy
Die Khan Academy ist eine nicht-kommerzielle Website mit Lehrmaterial (MOOCs). Sie enthält nach eigenen Angaben über 13.300 Lernvideos aus den Bereichen Mathematik, Naturwissenschaften, Informatik, Geschichte und Wirtschaft und verfügt über einen umfangreichen Kanal auf YouTube. Die Website wurde von Salman Khan, einem US-Amerikaner mit Eltern aus Indien und Bangladesch, gegründet. Die Videos sind unter der Creative Commons Attribution-NonCommercial-ShareAlike 3.0 lizenziert. Zahlreiche Medien in den Vereinigten Staaten haben über die Khan Academy berichtet. Auch Bill Gates äußerte sich positiv über die Khan Academy. Die Khan Academy erhielt 2010 den Preis des 10100-Projektes von Google, der mit zwei Millionen US-Dollar dotiert war. 2019 wurde Khan und seiner Academy der Prinzessin-von-Asturien-Preis zugesprochen.

## Geschichte

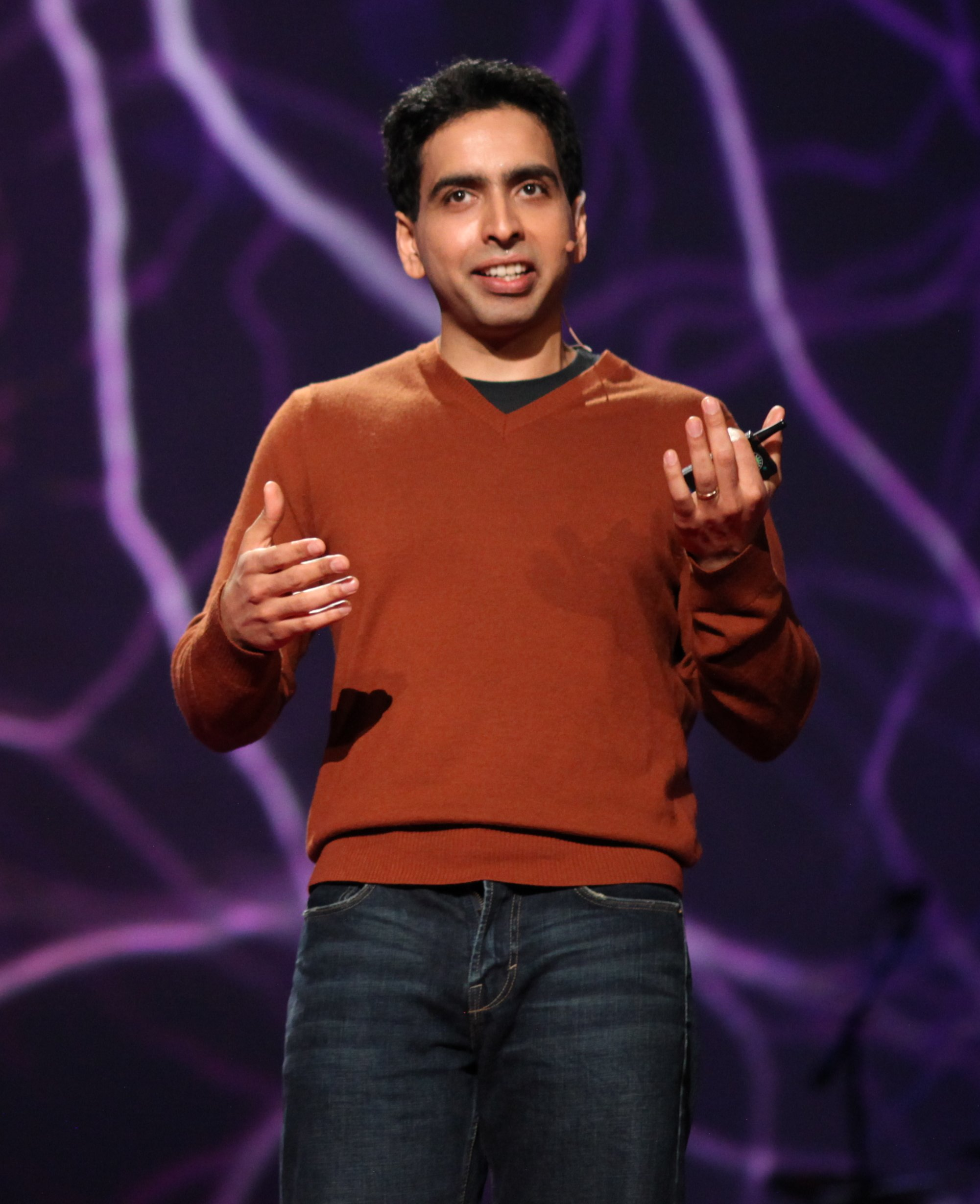
Salman Khan

Salman „Sal“ Khan, der Gründer der Organisation, hat drei Abschlüsse vom Massachusetts Institute of Technology (Bachelor of Science in Mathematik und Elektrotechnik sowie einen Masterabschluss in Informatik) sowie einen MBA von der Harvard Business School.
Ende 2004 begann Khan seiner Cousine Nadia mithilfe des Doodle-Notepads von Yahoo Nachhilfe in Mathematik zu geben. Als andere Verwandte und Freunde ihn um eine ähnliche Nachhilfe baten, beschloss er, die Tutorials auf YouTube einzustellen. Aufgrund der Popularität seiner Videos kündigte er im Jahr 2009 seinen Job als Hedgefonds-Analyst bei Connective Capital Management und konzentrierte sich voll auf die Tutorials, die seither unter dem Namen Khan Academy veröffentlicht werden. Seine Lerninhalte orientierten sich an dem pädagogischen Ansatz des Mastery Learnings von Benjamin Bloom und dem Konzept des Umgedrehten Unterrichts. 2010 kam die erste große Spende über 10.000 $ von der Philanthropin Ann Doerr, die über Kinder eines Freundes auf die Videos aufmerksam wurde. Nach einem Gespräch mit ihr, indem Khan ihr gesteht, dass er zum jetzigen Zeitpunkt noch nicht finanziert spendete sie weitere 100.000 $.

## Finanzierung
Die Khan Academy ist eine 501(c) organization / Non-Profit-Organisation und wird durch Spenden finanziert. Vor allem die Bill & Melinda Gates Foundation und Google unterstützen die Khan Academy– beide gehörten zu den Gründungspartnern der Akademie und haben inzwischen jeweils über 10.000.000 $ für die Khan Academy gespendet. Weitere Wohltäter trugen zum Erfolg bei: Ann und John Doerr spendeten zunächst 100.000 US-Dollar; auch sie haben inzwischen über 10.000.000 $ beigetragen. Auch die Bank of America gehört zu den Großspendern. Der Gesamtwert der Spenden war noch 2010 mit ca. 150.000 US-Dollar angegeben worden; dazu waren 2.000 $ an Einnahmen über Werbung auf der Webseite gekommen. Im Jahr 2010 kündigte Google an, die Khan Academy mit zwei Millionen US-Dollar als Teil ihres Projekts 10100 (siehe auch Googol) zu unterstützen. Dieses Geld soll für die Schaffung von weiteren Kursen und die Übersetzung der Kerntutorials in die weltweit meistgesprochenen Sprachen verwendet werden. Carlos Slim finanzierte ab 2013 über seine Stiftung mit über 5.000.000 $ die Übersetzung tausender Videos ins Spanische. In der Coronapandemie haben sich Spenden für die Akademie mehr als verdoppelt. 2021 spendete Elon Musk 5.000.000 $ an die Khan Academy.

## Technisches Format
Bereits für seine ersten Video-Tutorials auf YouTube nutzte Khan ein Grafiktablett von Wacom in Zusammenhang mit dem kostenlosen Zeichenprogramm SmoothDraw 3, um Zeichnungen anzufertigen. Die Aufnahme erfolgt mit der Bildschirmerfassungssoftware von Camtasia Studio.
Alle Videos, die auf dem YouTube-Kanal zur Verfügung stehen, sind auch auf der eigenen Website der Khan Academy zu finden. Diese Website stellt eine Vielzahl von Werkzeugen für Lehrer an öffentlichen Schulen bereit, praktische Übungen sowie die Möglichkeit den Lernfortschritt zu kontrollieren. Um die eigenen Lernfortschritte zu speichern kann ein eigenes Benutzerkonto angelegt werden oder alternativ mit ein Google- oder ein Facebook-Konto verbunden werden.
Khan vermied ein Format, bei dem eine Person an einer Tafel steht. „Ich denke, es ist ermutigender und zielführender, wenn Sie jemandem bei der Lösung eines Problems zusehen, während er laut nachdenkt“. Offline-Versionen seiner Videos sind durch Non-Profit-Organisationen in ländlichen Gebieten von Asien, Lateinamerika und Afrika verteilt worden.
Die Website bietet auch ein Übungssystem an, das für Schüler abhängig von ihrem Wissensstand und den bisherigen Leistungen Aufgaben generiert.

## Service und Vision
Die Hauptbestandteile der Khan Academy sind:
- Sammlungen von Videos zu verschiedenen Themengebieten. Mit Stand 2019/2020 wird die Zahl der Videos mit über 13.300 angegeben; sie sind in 429 Kursen organisiert.[17]
- eine Software mit zu den Videos passenden Übungsaufgaben. Die Aufgaben werden automatisch generiert. Beantwortet ein Schüler nacheinander 10 Aufgaben korrekt, so gelangt er zum nächsten Schwierigkeitsgrad. Bei der Bearbeitung der Übungen werden Daten erhoben, welche es z. B. einem Lehrer ermöglichen zu sehen, welche Schüler bei welcher Art von Aufgaben Probleme haben. Mit Stand 2020 gibt es über 74.000 Übungen.[17]
- ein Peer-to-Peer Tutoring genannter Betreuungsprozess, bei dem schwächere Schüler individuelle Unterstützung erhalten.[18]

Not-for-Profit-Organisationen, die Partner der Academy sind, machen die Inhalte außerhalb von YouTube bekannt. World Possible erstellt z. B. Snapshots der Inhalte, um diese in ländlichen, sich entwickelnden Regionen mit begrenztem oder keinem Internetzugang zu verteilen.
Im März 2012 veröffentlichte die Academy eine iPad-App, mit Hilfe derer damals mehr als 2700 kostenlose Lehrvideos genutzt werden konnten. Seit dem Januar 2015 beinhaltet diese auch alle Übungen.

## Deutsch
Die Übersetzung der Videos und Übungen auf Deutsch wird von einigen engagierten Freiwilligen der KA Deutsch Community vorangetrieben. Diese haben im September 2015 einen gemeinnützigen Trägerverein gegründet, um die Übersetzungen voranzutreiben. Anfang November 2015 waren somit schon über 600 Videos, 500 Untertitel und ca. 650 Übungen komplett auf Deutsch übersetzt. Zum Februar 2023 hatte der deutsche YouTube-Kanal der Khan Academy 22.900 Abonnenten und 5,8 Millionen Aufrufe.

## Kritik
Manche Kritiker bemängeln, die Position des Lehrers werde beeinträchtigt, wenn die Lernenden ihr Wissen per Lernvideo bezögen und der Lehrer nur noch ergänzend tätig werde. Außerdem verleite das System aus Lernvideos die Schüler zu einer passiven Haltung. Ein weiterer Kritikpunkt ist die Tatsache, dass die von der Khan Academy verbreiteten Inhalte der alleinigen Kontrolle Salman Khans unterliegen, was weniger bei mathematischen oder naturwissenschaftlichen Themen problematisch sei, dafür umso mehr beispielsweise bei potenziell kontroversen Interpretationen von Geschichte.
Eine weitere Kritik beruft sich auf Untersuchungsergebnisse, nachdem naturwissenschaftlich korrekte Lehrvideos bestehende Fehlannahmen häufig sogar noch verfestigen, da sie von den Lernenden oft mit geringerer Aufmerksamkeit wahrgenommen werden als solche, die widersprüchliche oder irritierende Informationen liefern und den Betrachter dadurch zu einer kritischen Auseinandersetzung mit dem Präsentierten und den eigenen Fehlannahmen anregen.